# هورست كولر
هورست كولر (بالألمانية: Horst Köhler) من مواليد 22 فبراير 1943 في سكيربيتشوف، بولندا) هو رئيس جمهورية ألمانيا من 1 يوليو 2004 إلى 31 مايو 2010. كان إلى غاية 4 مارس 2004 المدير التنفيذي لصندوق النقد الدولي.

## حياته في سطور
- 1963 الحصول على شهادة إتمام المرحلة الثانوية.
- 1969 دراسة العلوم الاقتصادية ـ معاون بحث في معهد البحوث الاقتصادالتطبيقي.
- 1976 الالتحاق بالعمل في وزارة الاقتصاد الألمانية.
- 1977 الحصول على درجة الدكتوراة.
- 1980 المستشار الخاص لرئيس الوزراء جيرهارد شتولتينبيرج.
  - مدير مكتب وزير المالية.
  - مدير إدارة المال والقروض.
- 1990
  - وكيل وزارة المالية
  - التفاوض مع حكومة جمهورية ألمانيا الديموقراطية حول توحيد العملة الألمانية
  - التفاوض مع موسكو حول سحب القوات السوفيتية من جمهورية ألمانيا الديموقراطية
  - كبير المفاوضين في معاهدة ماسترخت حول العملة الأوربية الموحدة.
- 1993 رئيس الاتحاد الألماني لصناديق التوفير والحسابات الجارية.
- 1998 رئيس البنك الأوربي.
- 2000 المدير التنفيذي لصندوق النقد الدولي بواشنطن دي سي.
- 2003 تعينه أستاذاً غير متفرغ في جامعة توبنغن.
- 1 يوليو 2004 رئيس جمهورية ألمانيا الاتحادية.
- 31 مايو 2010 تقدم باستقالته من منصبه كرئيس للجمهورية على خلفية انتقادات وجهت له بشأن تصريحاته التي أدلى بها حول تبرير وجود القوات الألمانية في أفغانستان بأن ذلك يدعم المصالح التجارية لألمانيا (على حد قوله)
- 2017 تعيينه مبعوثا شخصيا للأمين العام للأمم المتحدة إلى الصحراء المغربية خلفا لكريستوفر روس.

تزوج إيفا لويز كولر منذ عام 1969 ولهما ولدان.

## وفاته
توفي هورست كولر في ساعة مبكرة من صباح السبت 2 شعبان 1446هـ الموافق 1 فبراير 2025م عن إحدى وثمانين عامًا بعد صراع قصير مع المرض، حسبما أعلن المكتب الرئاسي في برلين.
وفي رسالة تعزية إلى أرملته إيفا لويز كولر، أشاد الرئيس الألماني فرانك-فالتر شتاينماير بكولر ووصفه بأنه "حالة حظ لبلدنا"، وكتب: "لا يسعنا إلا أن نكون ممتنين للغاية لأننا تمكنا من تجربة هورست كولر باعتباره الرئيس التاسع لجمهورية ألمانيا الاتحادية. لقد أعطى الكثير لهذا البلد".

## روابط خارجية
- هورست كولر على موقع IMDb (الإنجليزية)
- هورست كولر على موقع الموسوعة البريطانية (الإنجليزية)
- هورست كولر على موقع مونزينجر (الألمانية)
- هورست كولر على موقع إن إن دي بي (الإنجليزية)
- هورست كولر على موقع قاعدة بيانات الفيلم (الإنجليزية)
- هورست كولر على موقع كينوبويسك (الروسية)